# Osmače
Osmače är en ort i Bosnien och Hercegovina.   Den ligger i entiteten Republika Srpska, i den östra delen av landet, 90 km öster om huvudstaden Sarajevo. Osmače ligger 949 meter över havet och antalet invånare är 307.
Terrängen runt Osmače är huvudsakligen kuperad, men åt sydväst är den bergig. Osmače ligger uppe på en höjd. Närmaste större samhälle är Srebrenica, 11,1 km nordväst om Osmače. 
I omgivningarna runt Osmače växer i huvudsak lövfällande lövskog. Runt Osmače är det ganska tätbefolkat, med 104 invånare per kvadratkilometer.